# Pritchardia kahukuensis
Pritchardia kahukuensis là loài thực vật có hoa thuộc họ Arecaceae. Loài này được Caum miêu tả khoa học đầu tiên năm 1930.

## Hình ảnh

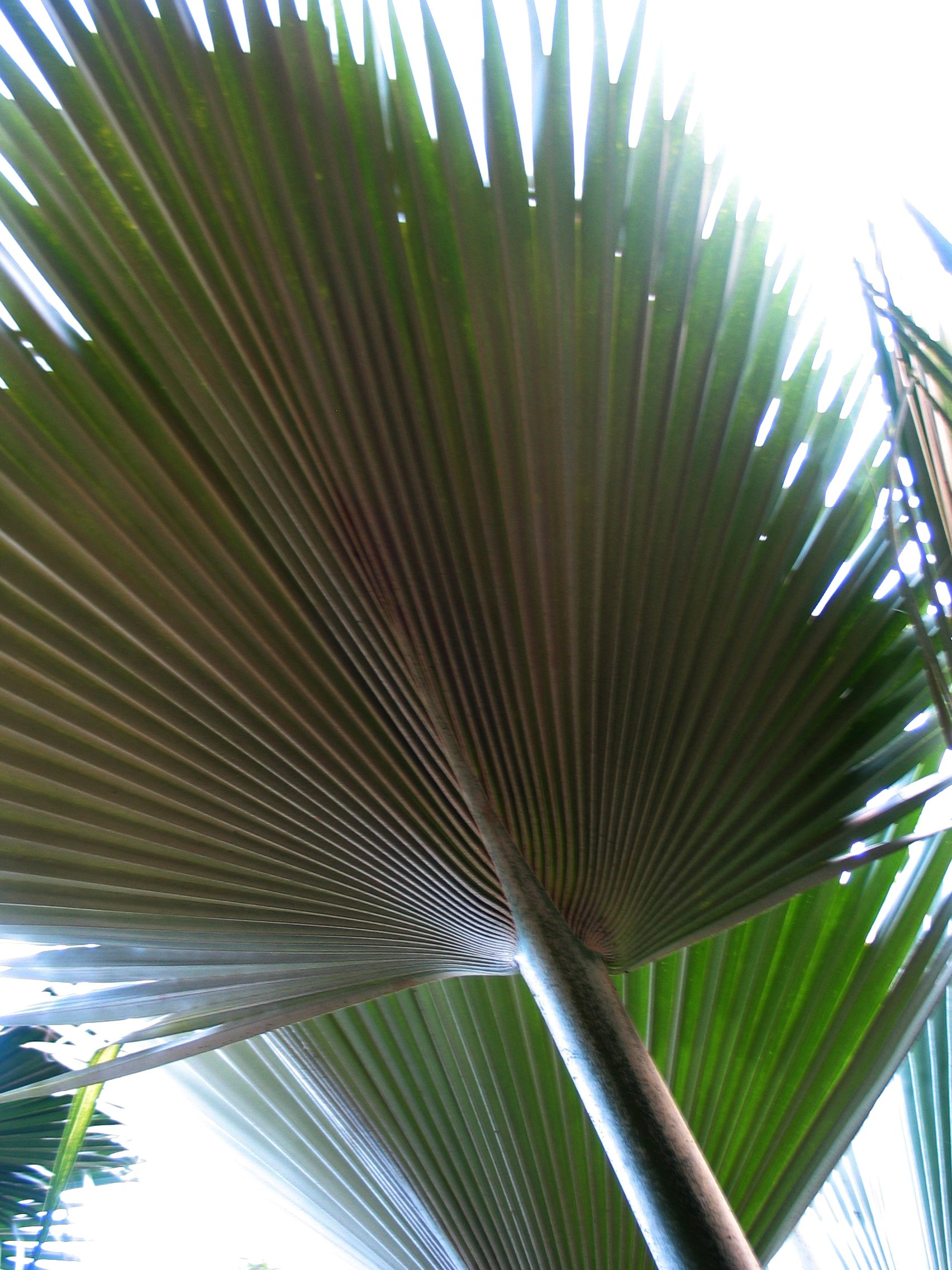